# Всемирный день молодёжи (ВФДМ)
«Всемирный день молодёжи» — неофициальный интернациональный международный праздник молодых людей под эгидой Всемирной федерации демократической молодёжи (ВФДМ), который отмечается  ежегодно 10 ноября.

## История
Праздник был учрежден в 1945 году, спустя примерно два месяца после окончания Второй мировой войны. Дата празднования «Всемирного дня молодёжи» приурочена к дню окончания Всемирной конференции молодёжи, которая проходила с 29 октября — 10 ноября в столице Англии городе Лондоне. День окончания конференции был знаменателен, прежде всего тем, что он считается днём основания Всемирной федерации демократической молодёжи (ВФДМ), которая провозгласила своей целью «сплочение различных молодежных организаций в борьбе против империализма и реакции, за мир, демократию, национальную независимость, в защиту политических, социальных и экономических прав и интересов молодёжи». Советский Союз в этой организации представлял «Комитет молодёжных организаций СССР». Именно ВФДМ и принадлежит инициатива повсеместного празднования «Всемирного дня молодёжи».

### Период после распада СССР
C распадом СССР и поражением социализма в странах Восточной Европы, официальное празднование этого дня практически сошло на нет. Однако, эпизодически, высшие государственные чиновники делают поздравительные заявления приуроченные к «ВДМ». Например в 2009 году, с таким обращением выступил председатель Центральной избирательной комиссии Российской Федерации Владимир Евгеньевич Чуров: Сегодня будущие и молодые избиратели отмечают замечательный праздник — Всемирный день молодёжи….
«Всемирный день молодёжи» не является нерабочим днём.
У молодёжи мира существует и другой международный день планетарного масштаба, который проводится под патронажем Организации Объединённых Наций — Международный день молодёжи (отмечается ежегодно, летом, 12 августа).